# Río Vacas Heladas
El río Vacas Heladas es un curso natural de agua que nace cerca de la frontera internacional de la Región de Coquimbo, en el Paso de la Deidad y fluye con dirección general sur para, tras un brusco giro hacia el oeste, confluir prontamente con el río Malo (Toro) y así formar el río Toro (Turbio).
Entre sus afluentes está el llamado Agua del Diablo, que con 20 °C y aguas ferrojinosas, desemboca en el río Vacas Heladas.: 295 

## Trayecto
Risopatrón considera al río Toro como afluente del Vacas Heladas,: 891  pero otros autores llaman Toro al río principal.: 54 

## Caudal y régimen
En un informe sobre los contenidos minerales del agua de la cuenca, se puede extraer visualmente desde un hidrograma para la estación fluvométrica antes de la confluencia con el río Malo (Toro) un caudal anual de aproximadamente 0,25 m³/s con crecidas en los meses de primavera y verano.: 193 
En toda la cuenca del río Elqui, incluyendo sus principales afluentes: río Claro, estero Derecho, río Cochiguaz, río Turbio, río La Laguna y río Del Toro, se observa un régimen nival, con los mayores caudales entre noviembre y febrero en años húmedos. En años de sequía los caudales tienden a ser más constantes a lo largo del año, sin mostrar variaciones importantes. El estiaje afecta los meses de invierno, en el trimestre junio-agosto.: 54 

## Historia
Luis Risopatrón describe en su Diccionario Jeográfico de Chile de 1924 varios accidentes geográficos homónimos y relacionados: el cerro, el paso y el río.: 915 
Vacas Heladas (Rio de). 29° 50' 69° 57' Corre en un cajón en cuyas faldas abunda el pasto, se dirije hacia el S i luego tuerce al W, para vaciarse en el rio Turbio, del de Elqui. 134; i 156; i hoya en 118, p. 107.
Vacas Heladas (Paso de). 29° 51' 69° 54' Se llega a él por uno i otro lado sin cuesta sensible i se abre a 4 710de altitud, en el cordón limitáneo con la Arjentina. en los oríjenes del rio de aquel nombre, del de El Turbio. 118, p. 16 i 90; 134; i 156.
También tiene una entrada para unos baños termales a orillas del río:
Animas (Aguas de Las) 29° 55'? 70° 03'? Ferrujinosas, sulfatadas i gaseosa, recomendada en el tratamiento de las enfermedades de la piel i del estómago, se encuentran al S de la confluencia de los rios de El Toro i de Las Vacas Heladas, del Turbio. 91, 44, p. 121.